# 石川製作所
株式会社石川製作所（いしかわせいさくしょ）は、石川県白山市に本社を置く段ボール印刷機、繊維機械（レピア織機など）や防衛機器（機雷）などを製造、販売するメーカーである。

## 沿革
- 1921年10月 - 金沢市に石井鉄工所創業。
- 1937年1月 - 株式会社石井鉄工所に改組する。
- 1938年7月 - 現社名「株式会社石川製作所」に変更。
- 1953年1月 - 大阪証券取引所に上場。（現在上場廃止）
- 1954年3月 - 防衛機器に進出、東京研究所を設置。
- 1956年9月 - 東京証券取引所に上場。
- 1956年10月 - 名古屋証券取引所に上場。（現在上場廃止）
- 2002年12月 - 松任市（現在の白山市）に本社移転。
- 2013年3月 - レンゴー株式会社を引受先とし第三者割当による新株式の発行[1]。
- 2017年8月 - 関東航空計器株式会社を子会社化[2]。

## グループ企業
- 株式会社イッセイ
- 株式会社イシメックス
- 関東航空計器株式会社 - フライトデータレコーダー等の電子機器を防衛用航空機・艦船・車両向けに製造販売